# Departamento de Ciencias de la Administración (Universidad Nacional del Sur)
El Departamento de Ciencias de la Administración es uno de los 17 departamentos que constituyen la Universidad Nacional del Sur, localizada en la ciudad de Bahía Blanca, Argentina.

## Historia
El departamento de Ciencias de la Administración, en sus inicios y hasta 1971 conocido como Departamento de Contabilidad,  es uno de los ocho departamentos fundacionales de la universidad. En el ex-Instituto Tecnológico del Sur ya se dictaba la carrera de Contador Público cuyo plan de estudios databa de 1953, al formarse la universidad sobre la base de este instituto se reestructura ese plan de estudios.

## Carreras
Las carreras de grado y pregrado del departamento son las siguientes:
| Carreras de grado                                                                          | Duración |
| ------------------------------------------------------------------------------------------ | -------- |
| Contador Público                                                                           | 5 años   |
| Licenciatura en Administración                                                             | 5 años   |
| Licenciatura en Gestión Universitaria                                                      | 5 años   |
| Profesorado en Educación Secundaria en Ciencias de la Administración                       | 4 años   |
| Profesorado en Educación Secundaria y Superior en Ciencias de la Administración            | 5 años   |
| Carrera de pregrado                                                                        |          |
| Técnico Superior en Administración y Gestión de Recursos para Instituciones Universitarias | 3 años   |